# جریان آلاسکا

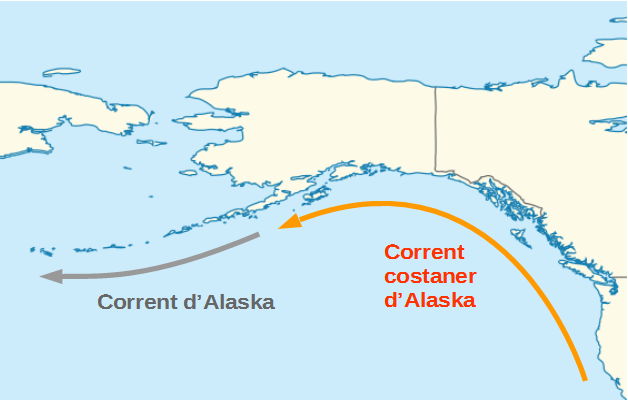
مسیر جریان آلاسکا

جریان آلاسکا (انگلیسی: Alaska Current) یک جریان اقیانوسی گرم با جهت جنوب غربی در امتداد ساحل بریتیش کلمبیا و آلاسکا است. این جریان نتیجه انحراف قسمتی از جریان آرام شمالی در هنگام برخورد آن با ساحل آمریکای شمالی است. این جریان به شکل یک چرخاب پادساعت‌گرد در خلیج آلاسکا شکل می‌گیرد. بر خلاف آب‌های زیرشمالگانی اقیانوس آرام، آب جریان آلاسکا با دمای بالاتر از ۴ درجه سلسیوس و شوری کمتر از ۳۲٫۶ در هزار مشخص می‌شود.